# 골드만삭스

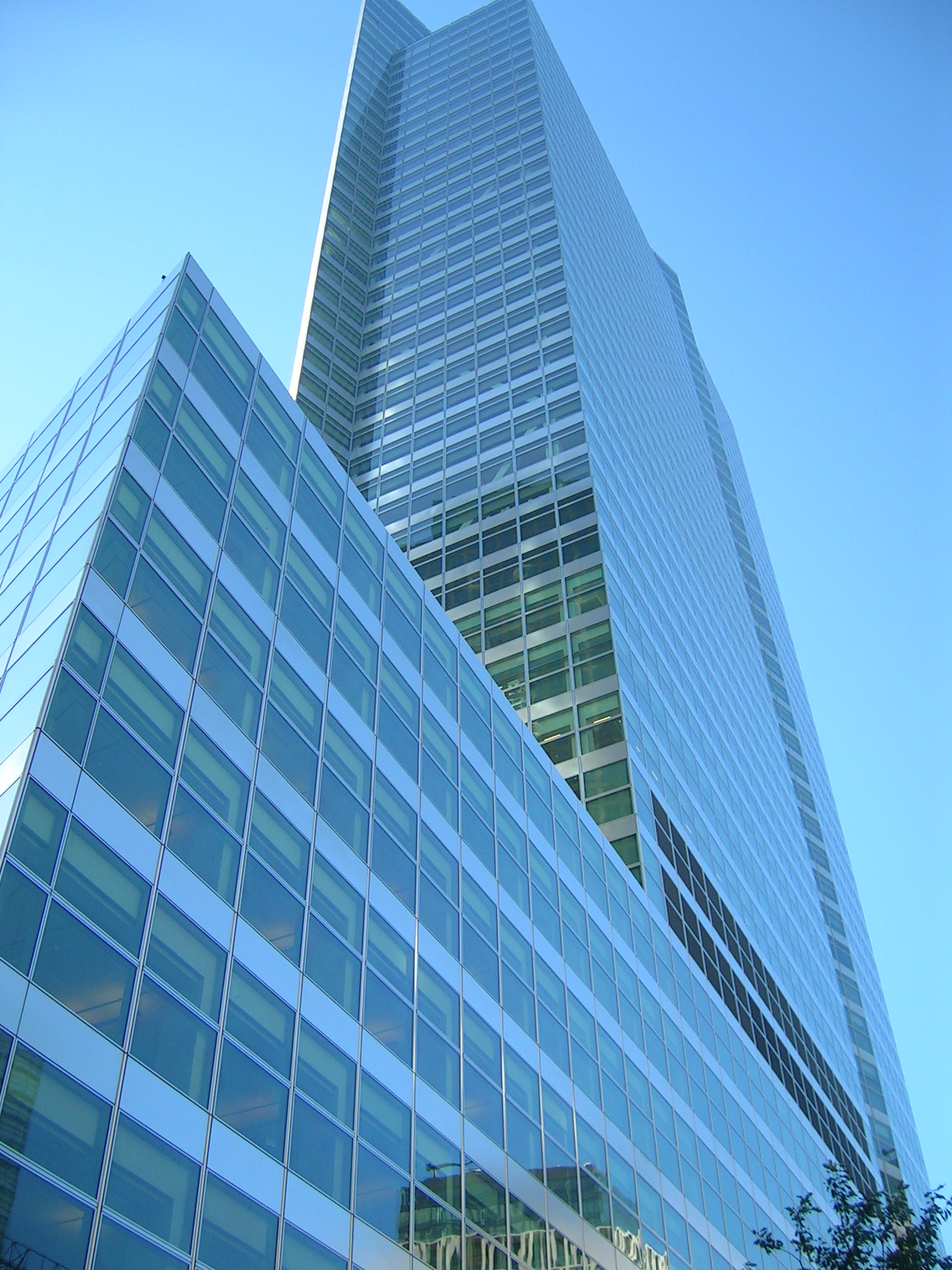
맨하탄 200 웨스트 스트리트 골드만삭스 본사

골드만삭스그룹(The Goldman Sachs Group, Inc., NYSE: GS) 또는 골드만삭스는 국제금융시장에서 투자업무와 증권업무, 투자관리, 기타 금융서비스를 기관투자자들에게 주로 서비스를 제공하는 대표적인 미국계 다국적 투자은행이다.
골드만삭스 출신 미국 고위 공무원으로는 빌 클린턴 행정부, 조지 W. 부시 행정부에서 재무부 장관을 지낸 로버트 루빈과 헨리 폴슨 등이 있으며, 해외에서는 유럽 중앙은행(ECB)에서 총재를 맡고 있는 마리오 드라기, 그리고 캐나다 은행(BOC) 총재와 잉글랜드 은행 총재를 모두 역임한 마크 카니 등이 있다.

## 역사
1869년 설립된 골드만삭스는 현재 맨하탄 남부의 뉴욕 시 월스트리트 200에 본사를 두고 있다. 인수 합병(M&A) 자문, 주식 발행 주간, 자산운용, 프라임 브로커 등 관련 서비스를 제공하고 있다. 독일계 유대인 마르쿠스 골드만이 뉴욕에 차린 약속어음 거래 회사를 모체로 시작된 금융회사로, 150여 년 전통을 자랑한다. 전 세계 24개국 지사를 통해 기업 M&A와 채권발행 등 사업을 하고 있다. 한국에서는 1992년 서울사무소를 개설 하였으며, 1998년 12월 서울지점으로 승격했다.
2018년 10월, 당시 골드만삭스 사장 겸 COO였던 데이비드 솔로몬(David M. Solomon)이 CEO에 선임되었으며, 2019년 1월, 로이드 블랭크파인(Lloyd C. Blankfein)이 회장직에서 물러나면서 솔로몬이 회장직을 겸하고 있다.

## 경영진
- 데이비드 솔로몬 (David M. Solomon): 회장 겸 CEO
- 존 월드론 (John E. Waldron): 사장 겸 COO
- 드니스 콜만 (Denis Coleman): CFO
- 리처드 그노드 (Richard Gnodde): 골드만삭스 인터내셔널 CEO
- 리처드 프리드먼 (Richard Friedman): 자산운용부문 회장
- 줄리안 살스베리 (Julian Salisbury): 자산운용부문 공동대표
- 루크 사스필드 (Luke Sarsfield): 자산운용부문 공동대표
- 터커 요크 (Tucker York): 고객자산관리부문 공동대표
- 스테파니 코헨 (Stephanie Cohen): 고객자산관리부문 공동대표
- 앨리슨 매스 (Alison Mass): 투자은행부문 회장
- 댄 디스 (Dan Dees): 투자은행부문 공동대표
- 제임스 에스포시토 (James Esposito): 투자은행부문 공동대표
- 애쇽 바라단 (Ashok Varadhan): 글로벌마켓부문 공동대표
- 마크 나크만 (Marc Nachman): 글로벌마켓부문 공동대표

## 비판
전 직원 그레그 스미스(Greg Smith)는 골드만삭스의 운영 체계를 내부인의 관점으로 비판하였다.

## 1MDB 부패 스캔들
1MDB는 나집 라작 전 말레이시아 총리 정부가 설립한 정부계 펀드로 부패의 온상역할을 한 것으로 지적되고 있다. 수도 재개발 등에 자금을 투자했지만 총 45억 달러 이상의 자금유용혐의가 불거져 나집 전 총리 등이 기소된 상태다. 1MDB는 2012-2013년에 65억 달러의 자금을 조달, 이 중 일부가 부패에 연루된 인물의 계좌에 흘러간 것으로 파악되고 있다. 골드만삭스 투자은행부문은 1MDB의 채권을 인수해 6억 달러의 수수료를 챙겼다.
2018년 11월 13일 마하티르 빈 모하맛 말레이시아 총리는 방영된 미국 CNBC TV 인터뷰에서 자국 정부계 펀드 '1MDB(1말레이시아개발회사)'의 거액 자금유용 스캔들과 관련, "우리는 골드만삭스에 속았다"고 비난했다.
2020년 10월 22일 골드만삭스의 말레이시아 법인은 미국 브루클린 연방법원에서 말레이시아 국부펀드인 1MDB의 자금운용을 타내려고 16억달러(1조 8184억원) 이상의 뇌물을 제공한 혐의를 인정했다. 골드만삭스가 1MDB 부패스캔들과 관련해 29억달러(3조2958억원)의 합의금을 내기로 했다.
지난 2022년 4월 8일 뉴욕시 연방법원 배심원들은 골드만삭스 전 임원 로저 응에 대한 3개 혐의에 대해 모두 유죄 결정을 내렸다. 로저 응은 1MDB의 초대형 채권 거래 3건을 따내기 위해 16억 달러 (1조 9천억원 정도)의 뇌물을 말레이시아 정치인과 공무원들에게 제공한 혐의를 받고 있다.
2023년 9월 14일 말레이시아가 골드만삭스와 '1MDB 스캔들' 합의에 대해 재협상에 나서겠다는 뜻을 밝혔다.

## 같이 보기
- 시티그룹
- UBS
- 플래시 트레이딩(영어판)
- 하이프리퀀시 트레이딩(영어판)
- 알고리즘 트레이딩

## 참고 문헌
- 힐러리 클린턴 (2016). 《The Goldman Sachs Speeches. With an introduction by 줄리언 어산지 and annotations by Doug Henwood》. New York: OR Books. ISBN 978-1-682190-85-2.
- William D. Cohan (2011). Money and Power|Money and Power: How Goldman Sachs Came to Rule the World
- McGee, Suzanne (2010). 《Chasing Goldman Sachs: How the Masters of the Universe Melted Wall Street Down ... And Why They'll Take Us to the Brink Again》. New York: Crown Business. ISBN 0-307-46011-8.
- Brenner, Robert (2009). 《What is Good for Goldman Sachs is Good for America - The Origins of the Present Crisis》. Center for Social Theory and Comparative History. UCLA.
- Ellis, Charles D. (2008). 《The Partnership: The Making of Goldman Sachs》. New York: 펭귄 그룹. ISBN 1-59420-189-7.
- Vault (2006). 《Vault employer profile. Goldman Sachs》. New York: Vault, Inc. ISBN 1-58131-469-8.
- WetFeet (2004). 《The Goldman Sachs Group》. San Francisco, CA: WetFeet. ISBN 1-58207-450-X.
- Endlich, Lisa (1999). 《Goldman Sachs: The Culture Of Success》. New York: A.A. Knopf. ISBN 0-679-45080-7.
- Lindskoog, Nils (1998). 《Long-term Greedy: The Triumph of Goldman Sachs》. Appleton, WI: McCrossen Pub. ISBN 0-9652153-3-4.